# Galiblatta cribrosa
Galiblatta cribrosa är en kackerlacksart som beskrevs av Morgan Hebard 1926. Galiblatta cribrosa ingår i släktet Galiblatta och familjen jättekackerlackor. Inga underarter finns listade i Catalogue of Life.